# Luis Ángel González Macchi
Luis Ángel González Macchi (Assunção, 13 de dezembro de 1947) é um político e advogado Paraguai. Foi presidente da República do Paraguai de 29 de março de 1999 a 15 de agosto de 2003. Também foi deputado nacional e senador da república.
É filho de Juan González Macchi, ministro da justiça e do trabalho da era Stroessner.
Como presidente do Senado, e segundo sucessor constitucional para a Presidência da República, foi empossado no governo do país em 29 de março de 1999, seis dias depois do assassinato do vice-Presidente Luis María Argaña e da subseqüente renúncia do então Presidente, Raúl Cubas Grau.
Seu mandado se viu caracterizado por um extremo grau de incompetência em todos os níveis, além de graves denúncias de má administração e corrupção.
O jornalista Hélio Fernandes, em seus editoriais na Tribuna da Imprensa, chamava-o de "O Presidente Canastrão", em alusão ao seu esforço de "interpretar" o "papel" de Presidente da República, em lugar de efectivamente dedicar-se a administrar o país.